# 백민철
백민철(白珉喆, 1977년 7월 28일~)은 대한민국의 축구 코치이다. 2019년 12월부터 2022년 12월까지 성남 FC의 골키퍼(GK) 코치로 활동하였다. 선수로 활동할 당시의 포지션은 골키퍼이다.
2000년부터 2015년까지 선수로 활동하였으며, 2016년부터 지도자 생활을 시작하였다.

## 클럽 경력
안양 LG 치타스/FC 서울에서 활약하였으며 대구 FC 시절 허술한 수비에도 불구, 몸을 사리지 않는 선방을 여러 차례 보여주며 인상적인 활약을 보여줘 대구의 팬들로부터 '민철신'이라는 별명을 얻었다.

## 지도자 경력
2016년, FC 서울 2군의 골키퍼 코치로 부임하였다.
2019년 12월, 성남 FC 구단 김남일 감독의 코칭스태프 구성에 합류, 이후에는 성남 FC 골키퍼(GK) 코치로 활동하였다.